# Liste der Biografien/Feh
Liste der Biografien |
Portal Biografien |
Personensuche
# |
A |
B |
C |
D |
E |
F |
G |
H |
I |
J |
K |
L |
M |
N |
O |
P |
Q |
R |
S |
T |
U |
V |
W |
X |
Y |
Z |
?
 
Fa |
Fe |
Ff |
Fh |
Fi |
Fj |
Fk |
Fl |
Fm |
Fn |
Fo |
Fr |
Ft |
Fu |
Fy
 
Fea |
Feb |
Fec |
Fed |
Fee |
Fef |
Feg |
Feh |
Fei |
Fej |
Fek |
Fel |
Fem |
Fen |
Feo |
Fer |
Fes |
Fet |
Feu |
Fev |
Few |
Fey |
Fez
Die Liste der Biografien führt alle Personen auf, die in der deutschsprachigen Wikipedia einen Artikel haben. Dieses ist eine Teilliste mit 245 Einträgen von Personen, deren Namen mit den Buchstaben „Feh“ beginnt.

## Feh

### Fehd
- Fehdmer, Helene (1872–1939), deutsche Schauspielerin
- Fehdmer, Richard (1860–1945), deutscher Landschaftsmaler

### Fehe
- Fehenberger, Lorenz (1912–1984), deutscher Opernsänger (Tenor)
- Fehér, Christine (* 1965), deutsche Autorin von Kinder- und Jugendbüchern
- Fehér, Csaba (* 1975), ungarischer Fußballspieler
- Fehér, Franz (1903–1991), ungarisch-deutscher Chemiker
- Fehér, Friedrich (1889–1950), österreichischer Schauspieler und FilmregisseurFriedrich Fehér (1889–1950)

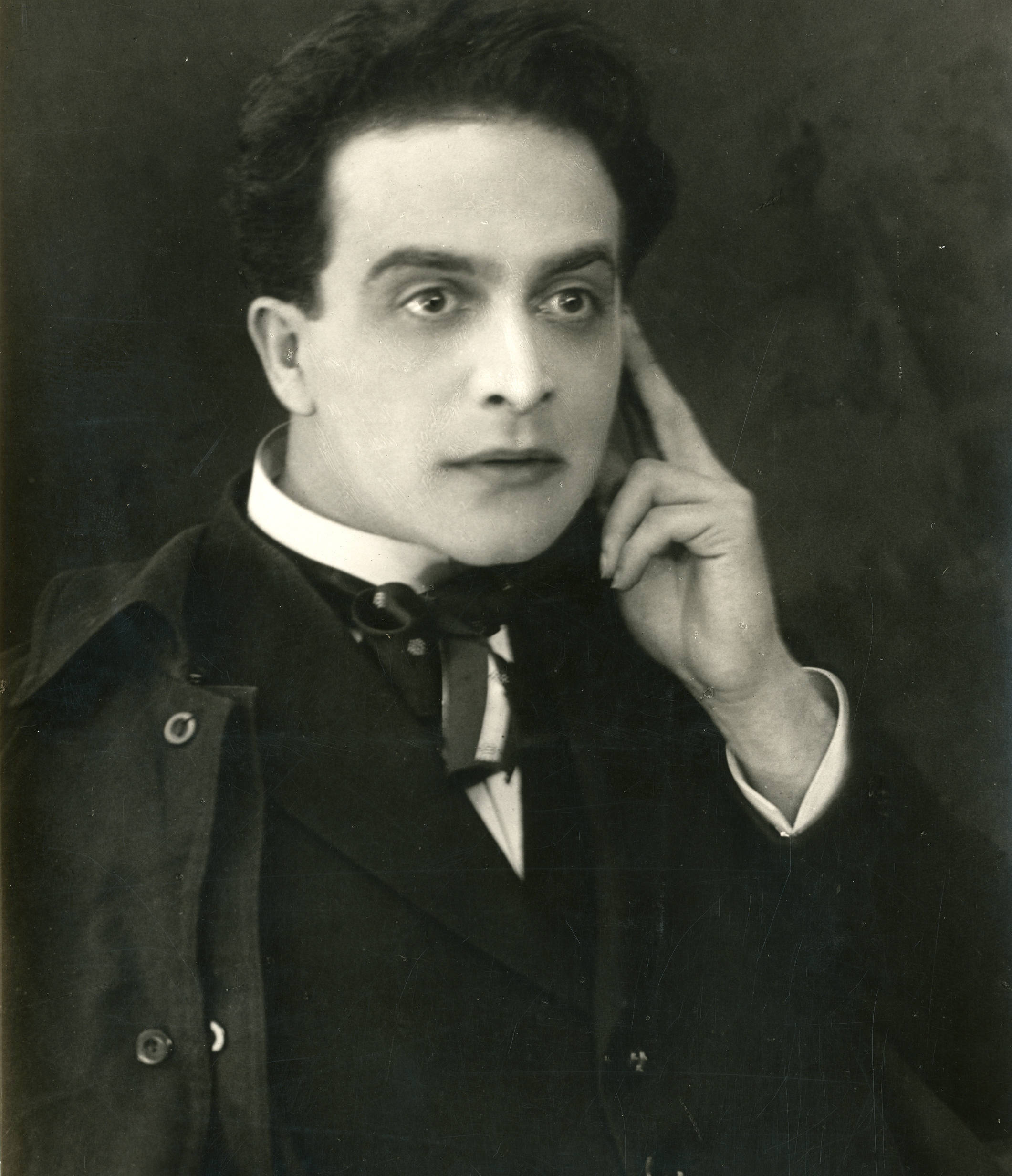
Friedrich Fehér (1889–1950)

- Feher, Gabriela (* 1988), serbische Tischtennisspielerin
- Feher, George (1924–2017), slowakisch-US-amerikanischer Physiker und Biophysiker
- Fehér, Géza (1932–2000), ungarischer Generalmajor
- Feher, Hans (1922–1958), austroamerikanischer Schauspieler
- Feher, Ilona (1901–1988), ungarisch-israelische Geigerin und Musikpädagogin
- Fehér, István (1954–2021), ungarischer Dreher, Ringer und Trainer
- Fehér, István M. (1950–2021), ungarischer Philosoph
- Fehér, Klára (1919–1996), ungarische Schriftstellerin und Journalistin
- Fehér, Lajos (1917–1981), ungarischer kommunistischer Politiker, Mitglied des Parlaments
- Fehér, László (* 1953), ungarischer Maler
- Feher, Manfred, österreichischer Tischtennisspieler
- Fehér, Miklós (1979–2004), ungarischer FußballspielerMiklós Fehér (1979–2004)

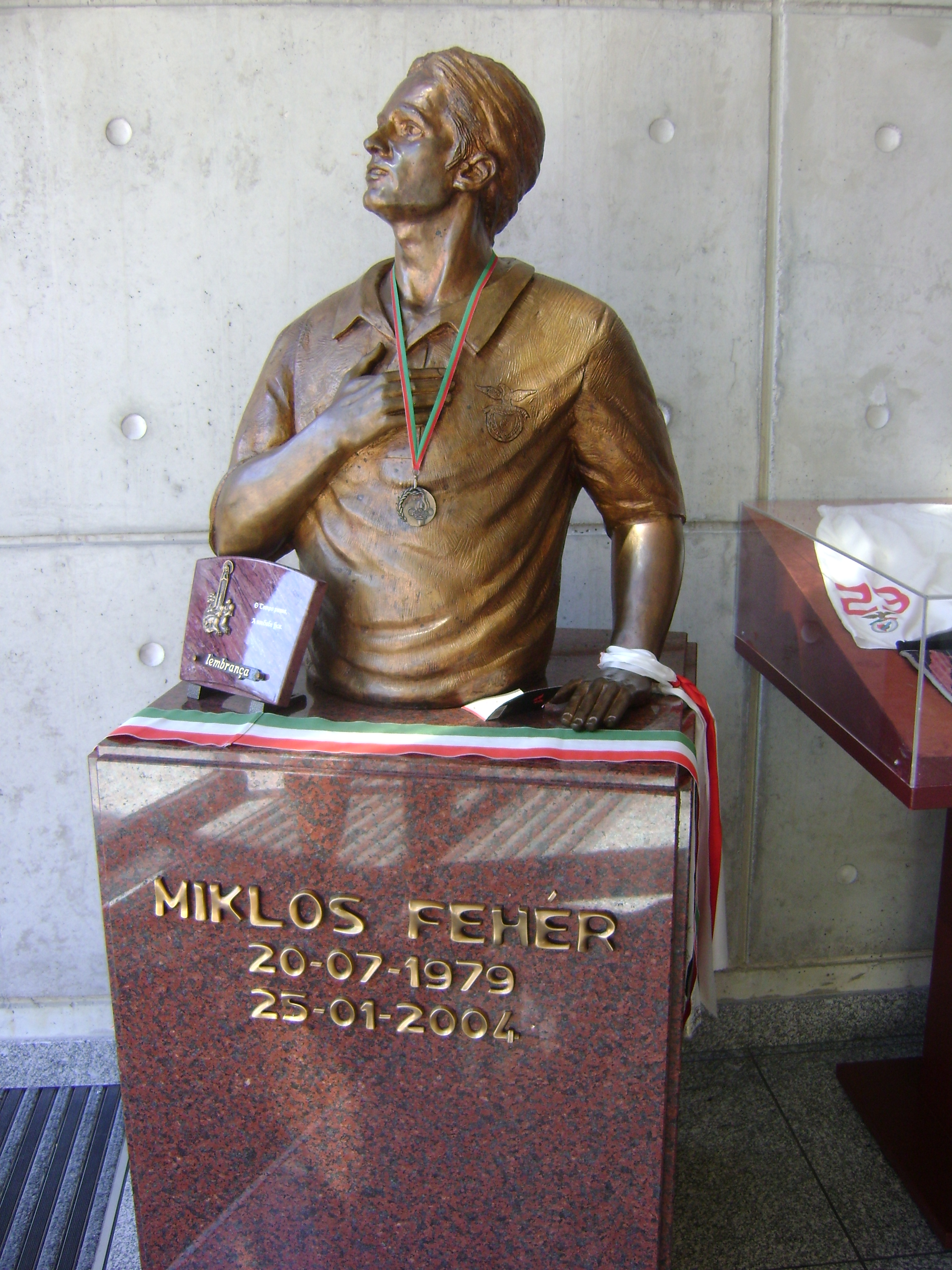
Miklós Fehér (1979–2004)

- Feherty, David (* 1958), irischer Golfspieler
- Fehérváry, János Aladár (* 1977), österreichischer Journalist

### Fehi
- Fehige, Christoph (* 1963), deutscher Philosoph
- Fehige, Jörg Hermann Yiftach (* 1976), deutsch-kanadischer Wissenschaftstheoretiker
- Fehim, Timotheos Paulos († 1914), syrisch-orthodoxer Bischof

### Fehl
- Fehl, Fred (1906–1995), US-amerikanischer Theaterfotograf
- Fehl, Philipp (1920–2000), österreichisch-amerikanischer Kunsthistoriker
- Fehl, Ulrich (1939–2019), deutscher Wirtschaftswissenschaftler
- Fehlau, Gunnar (* 1973), deutscher Fachjournalist und Buchautor
- Fehlauer, Franca (* 1973), deutsche Golfsportlerin
- Fehlbaum, Markus (1951–2021), neuapostolischer Geistlicher
- Fehlbaum, Rolf (* 1941), Schweizer Unternehmer für Wohn- und BüromöbelRolf Fehlbaum (* 1941)

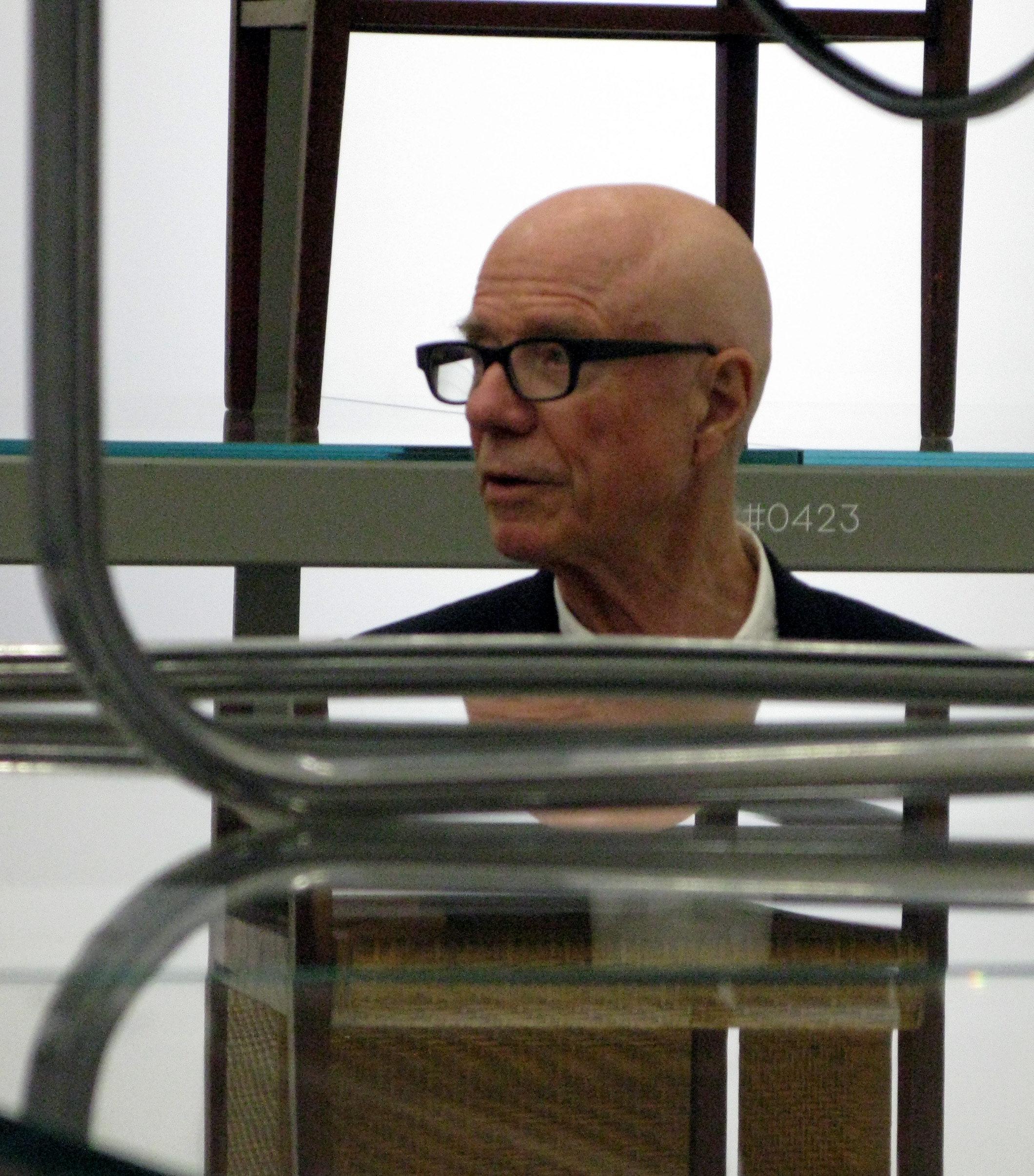
Rolf Fehlbaum (* 1941)

- Fehlbaum, Tim (* 1982), Schweizer Filmregisseur und Drehbuchautor
- Fehlberg, Erwin (1911–1990), deutscher Mathematiker
- Fehle, Isabella (* 1954), deutsche Kunsthistorikerin und Museumsleiterin
- Fehleisen, Georg (1893–1936), deutscher Architekt
- Fehlemann, Sabine (1941–2008), deutsche Kunsthistorikerin
- Fehlemann, Silke (* 1968), deutsche Historikerin
- Fehlen, Romain (* 1956), luxemburgischer Radiomoderator, Journalist, Redakteur und Autor
- Fehlen, Thomas (* 1965), deutscher Schauspieler und Schauspiellehrer
- Fehler, Adolf (1828–1903), deutscher Kommunalpolitiker
- Fehler, Alfred (1879–1945), deutscher Politiker
- Fehler, Andreas (* 1972), deutscher geowissenschaftlicher Präparator und Schriftsteller
- Fehler, Josef (1893–1945), deutscher römisch-katholischer Widerstandskämpfer gegen den Nationalsozialismus und Märtyrer
- Fehler, Karl (1905–1941), deutscher Kommunist und antifaschistischer Widerstandskämpfer
- Fehler, Neel (* 1990), deutscher Schauspieler
- Fehler, Stanislav (* 2002), deutscher Fußballspieler
- Fehlert, Carl (1853–1926), deutscher Ingenieur und Patentanwalt
- Fehlhaber, Hans (1881–1974), deutscher Maler, Grafiker und Aquarellist
- Fehlhaber, Herdegen (1935–2023), deutscher Maler und Grafiker
- Fehlhaber, Johannes (1917–1990), deutscher Politiker (SPD), MdBB
- Fehlhammer, Wolf Peter (* 1939), deutscher Chemiker, Generaldirektor des Deutschen Museums (1993–2004)
- Fehlhauer, Andreas (* 1850), deutscher Landwirt und Politiker (NLP), MdR
- Fehlig, Josef (1908–1980), deutscher Architekt im katholischen Kirchenbau
- Fehlig, Ursula (1928–1982), deutsch-österreichische Modedesignerin, Grafikerin und Modeprofessorin
- Fehling, Alexander (* 1981), deutscher SchauspielerAlexander Fehling (* 1981)

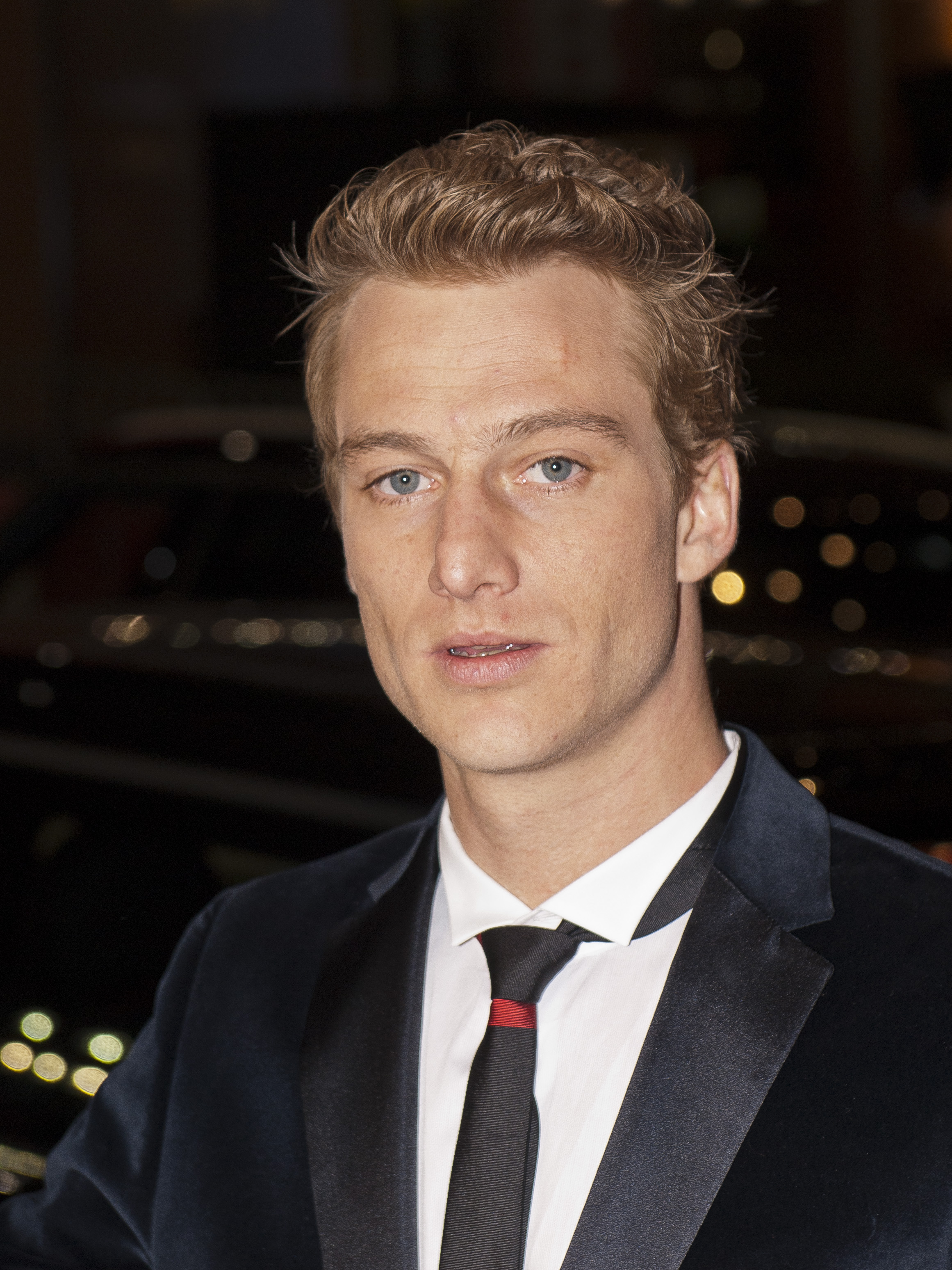
Alexander Fehling (* 1981)

- Fehling, August Wilhelm (1896–1964), Kurator der Universität Kiel und Ministerialrat
- Fehling, Detlev (1929–2008), deutscher Klassischer Philologe
- Fehling, Emil Ferdinand (1847–1927), Lübecker Bürgermeister und Bearbeiter der Lübecker Ratslinie
- Fehling, Ferdinand (1875–1945), deutscher Historiker
- Fehling, Fritz (1896–1945), deutscher Polizeibeamter; Sachbearbeiter im Geheimen Staatspolizeiamt
- Fehling, Gaby (* 1928), deutsche Schauspielerin und Sängerin
- Fehling, Heinrich Christoph (1654–1725), deutscher Maler
- Fehling, Heinz (1912–1989), deutscher Werbegrafiker
- Fehling, Hermann (1811–1885), deutscher Chemiker
- Fehling, Hermann (1847–1925), deutscher Gynäkologe, Geburtshelfer und Hochschullehrer
- Fehling, Hermann (1909–1996), deutscher Architekt
- Fehling, Hermann Wilhelm (1842–1907), deutscher Kaufmann und Politiker (NLP), MdR, österreichischer Honorarkonsul zu Lübeck
- Fehling, Ilse (1896–1982), deutsche Bildhauerin, Bühnenbildnerin und Kostümbildnerin
- Fehling, Johannes (1835–1893), deutscher Kaufmann und Senator der Hansestadt Lübeck
- Fehling, Johannes Christoph (1800–1882), deutscher Kaufmann und Parlamentarier
- Fehling, Jürgen (1885–1968), deutscher Theaterregisseur und SchauspielerJürgen Fehling (1885–1968)
- Fehling, Kevin (* 1977), deutscher Koch

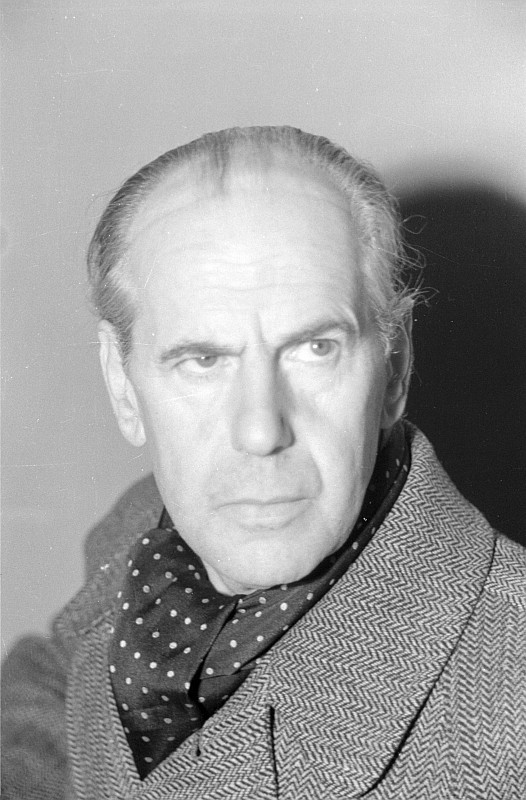
Jürgen Fehling (1885–1968)

- Fehling, Klaus (* 1969), deutscher Schriftsteller, Dramaturg, Regisseur und Musiker
- Fehling, Maria (1890–1929), deutsche Historikerin und Autorin
- Fehling, Michael (* 1963), deutscher Rechtswissenschaftler, Hochschullehrer
- Fehling, Reinhard (* 1948), deutscher Komponist, Musikwissenschaftler, Pädagoge und Chorleiter
- Fehling, Thomas (1940–2009), schwedischer Jazzmusiker und Architekt
- Fehling, Thomas (* 1967), deutscher Politiker (FDP)
- Fehlinger, Walter (* 1953), österreichischer Buchverleger und Autor
- Fehlis, Heinrich (1906–1945), deutscher Jurist und SS-Führer, Befehlshaber der Sicherheitspolizei in Norwegen
- Fehlisch, Bruno (* 1889), deutscher Politiker (SPD), MdL
- Fehlmann Rielle, Laurence (* 1955), Schweizer Politikerin (SP)
- Fehlmann, Carl Andreas (1829–1908), Schweizer Landschaftsmaler, Zeichner und Pädagoge
- Fehlmann, Marc (* 1965), Schweizer Kunsthistoriker und Museumsdirektor
- Fehlmann, Thomas (* 1957), Schweizer Elektronik-Musiker
- Fehlner, Martina (* 1960), deutsche Politikerin (SPD), MdL
- Fehlow, Daniel (* 1975), deutscher Schauspieler und Synchronsprecher

### Fehm
- Fehm, Tanja (* 1971), deutsche Medizinerin mit dem Fachgebiet Gynäkologie
- Fehmer, Siegfried (1911–1948), deutscher Jurist und Gestapobeamter in Norwegen während des Zweiten Weltkriegs
- Fehmi Ataç, Hasan (1879–1961), türkischer Politiker
- Fehmiu, Bekim (1936–2010), jugoslawischer SchauspielerBekim Fehmiu (1936–2010)

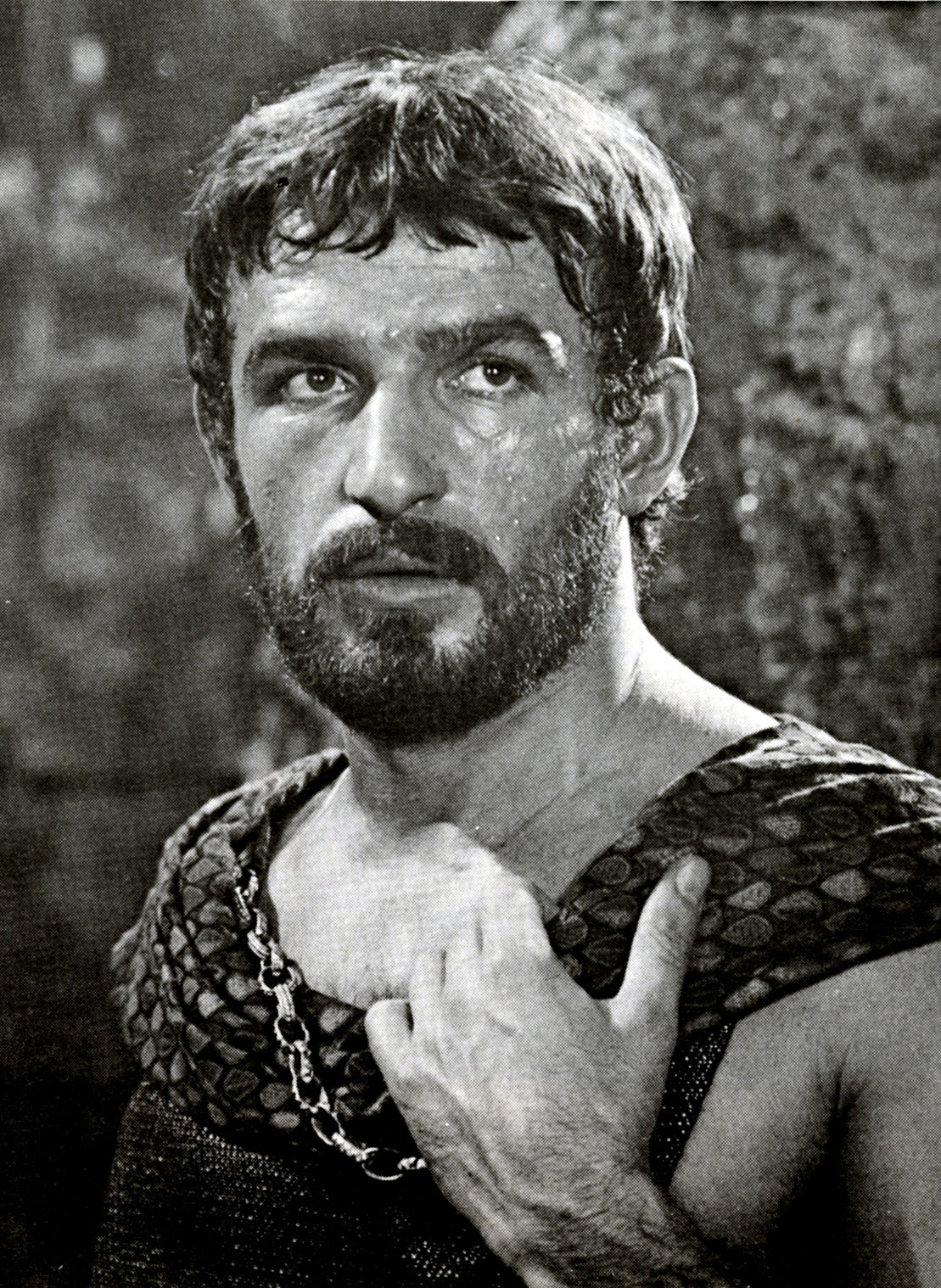
Bekim Fehmiu (1936–2010)

### Fehn
- Fehn, Carl (1829–1902), deutscher Reiter und Königlich Hannoverscher Oberbereiter
- Fehn, Chris (* 1973), US-amerikanischer MusikerChris Fehn (* 1973)

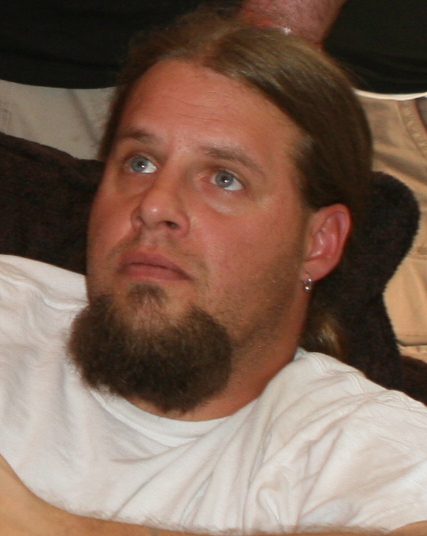
Chris Fehn (* 1973)

- Fehn, Gustav (1892–1945), deutscher General der Infanterie im Zweiten Weltkrieg
- Fehn, Hans (1903–1988), deutscher Geograph
- Fehn, Hans-Georg (1943–1999), deutscher Wasserballspieler
- Fehn, Johann Georg (1880–1950), deutscher Pfarrer und Politiker (DDP), MdL
- Fehn, Oliver (1960–2019), deutscher Schriftsteller der Pop- und Underground-Literatur
- Fehn, Richard (1885–1964), deutscher Offizier und Vorsitzender des Goethe-Instituts
- Fehn, Sverre (1924–2009), norwegischer Architekt
- Fehn, Theo (1910–1984), deutscher Pfarrer der Evangelischen Landeskirche der Pfalz sowie Glockenexperte und -sachverständiger
- Fehner, Léa (* 1981), französische Drehbuchautorin und Filmregisseurin

### Fehr
- Fehr Düsel, Nina (* 1980), Schweizer Juristin und Politikerin (SVP)
- Fehr Thoma, Karin (* 1963), Schweizer Politikerin (Grüne)
- Fehr, Adolf (1889–1964), Schweizer Maler
- Fehr, Adolf (1940–2022), liechtensteinischer Skirennläufer
- Fehr, Anton (1881–1954), deutscher Agrarwirtschaftler und Politiker, MdR
- Fehr, Beat (1943–1967), Schweizer Autorennfahrer
- Fehr, Benedikt (* 1952), deutscher Wirtschaftsjournalist
- Fehr, Bernhard (1876–1938), Schweizer Anglist
- Fehr, Brendan (* 1977), kanadischer SchauspielerBrendan Fehr (* 1977)

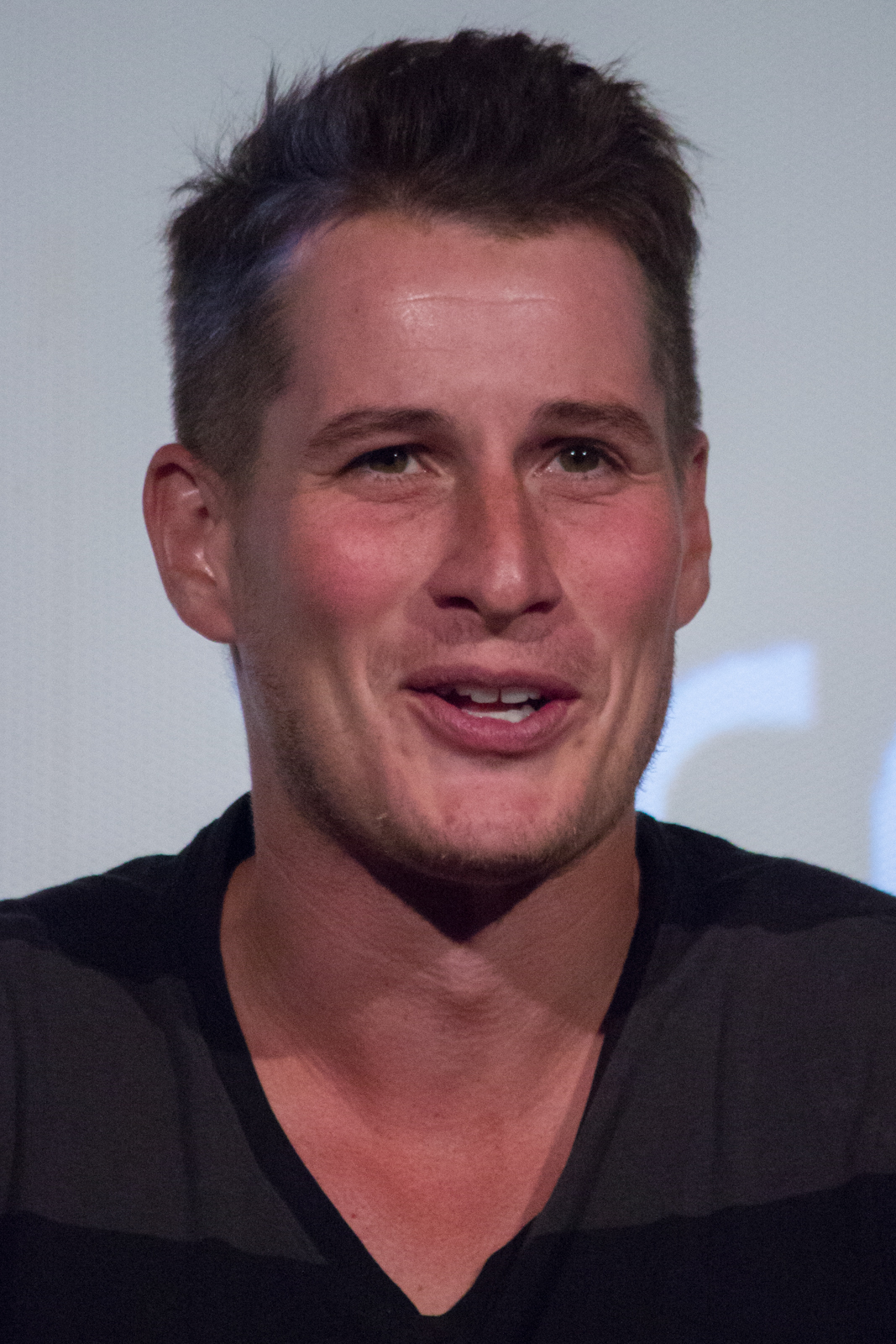
Brendan Fehr (* 1977)

- Fehr, Burkhard (* 1942), deutscher Klassischer Archäologe
- Fehr, Conrad (1854–1933), dänisch-deutscher Maler, Grafiker und Bildhauer
- Fehr, Dani (* 1970), Schweizer Designer und Fotograf
- Fehr, Daniel (1849–1938), Schweizer Geodät
- Fehr, Daniel (* 1980), Schweizer Schriftsteller
- Fehr, Diana (* 1974), liechtensteinische Skirennläuferin
- Fehr, Eric (* 1985), kanadischer Eishockeyspieler
- Fehr, Erich (* 1968), Schweizer Politiker (SP)
- Fehr, Ernst (* 1956), österreichisch-schweizerischer Wirtschaftswissenschaftler
- Fehr, Fredy (1917–1979), Schweizer Kunstmaler
- Fehr, Friedrich (1862–1927), deutscher Maler
- Fehr, Gertrude (1895–1996), deutsche Fotografin
- Fehr, Götz (1918–1982), deutscher Rotkreuz-Aktivist, Kulturvermittler und Sachbuchautor
- Fehr, Hans (1874–1961), Schweizer Rechtshistoriker
- Fehr, Hans (* 1947), Schweizer Politiker (SVP)
- Fehr, Hans-Jürg (* 1948), Schweizer Politiker (SP)
- Fehr, Henri (1870–1954), Schweizer Mathematiker
- Fehr, Henry Charles (1867–1940), britischer Bildhauer und Vertreter der sogenannten New Sculpture-Bewegung
- Fehr, Hermann (1909–1992), Schweizer Politiker (SP)
- Fehr, Hermann (* 1941), Schweizer Politiker (SP)
- Fehr, Howard (1901–1982), US-amerikanischer Mathematikdidaktiker
- Fehr, Hubert (* 1970), deutscher Prähistoriker
- Fehr, Jacqueline (* 1963), Schweizer Politikerin (SP)Jacqueline Fehr (* 1963)

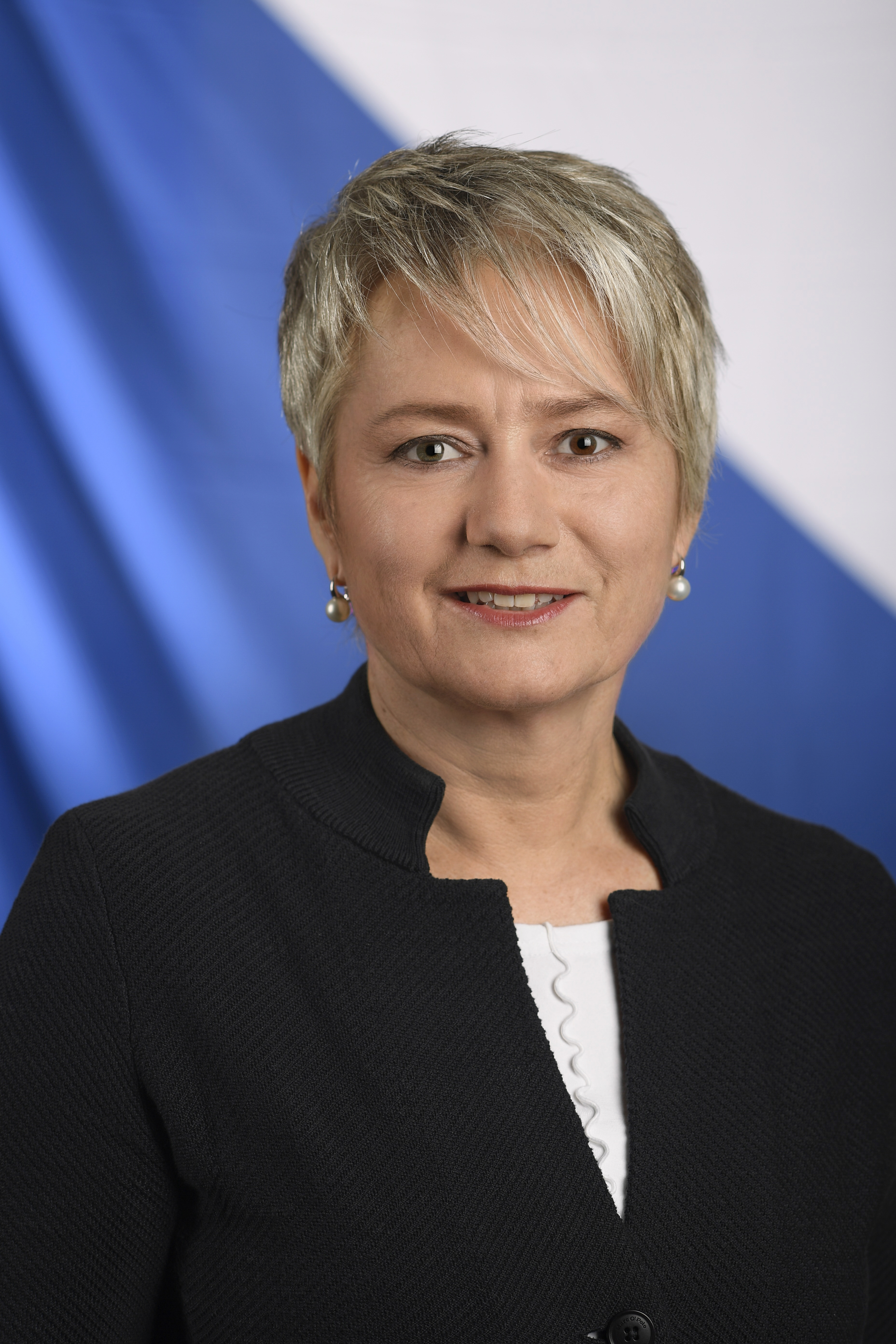
Jacqueline Fehr (* 1963)

- Fehr, Jakob (1821–1900), deutscher Lithograph und Fotograf
- Fehr, Jakob (1828–1885), Schweizer Bäcker, Jurist und Politiker
- Fehr, Jeff-Denis (* 1994), deutscher Fußballspieler
- Fehr, Johann Caspar (1668–1739), deutscher Mediziner, Stadtphysicus und Reichsvogt von Schweinfurt
- Fehr, Johann Lorenz (1646–1706), deutscher Mediziner und Stadtphysicus von Schweinfurt
- Fehr, Johann Michael (1610–1688), deutscher Arzt, Mitbegründer der Academia Naturae Curiosorum
- Fehr, Jules, deutscher Hockeyspieler
- Fehr, Julius (1855–1900), deutscher Maler
- Fehr, Kaja (* 1950), US-amerikanische Filmeditorin
- Fehr, Karl (1910–1994), Schweizer Literaturwissenschaftler
- Fehr, Karl Friedrich von († 1731), preußischer Oberst und Chef des Königsberger Land-Regiments
- Fehr, Karl Thomas (1954–2014), deutscher Mineraloge
- Fehr, Kurt (1897–1973), deutscher Landrat
- Fehr, Lisbeth (* 1938), Schweizer Politikerin (BDP, früher SVP)
- Fehr, Marcel (* 1992), deutscher Mittel- und Langstreckenläufer
- Fehr, Mario (* 1958), Schweizer PolitikerMario Fehr (* 1958)

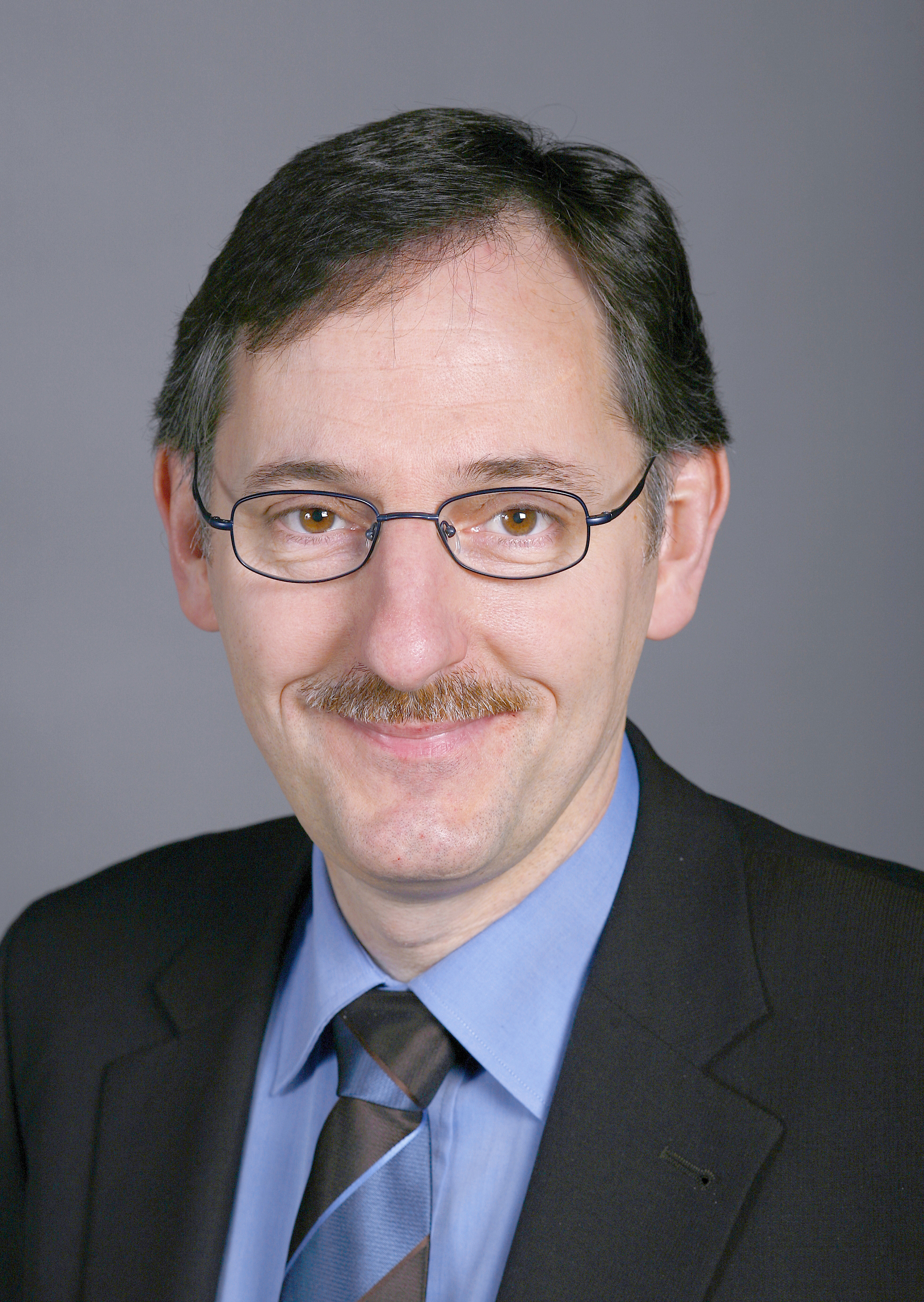
Mario Fehr (* 1958)

- Fehr, Martin (1905–1978), deutscher Lehrer, Autor und Erfinder
- Fehr, Michael (* 1952), deutscher Tierarzt und Hochschullehrer
- Fehr, Michael (* 1982), Schweizer Schriftsteller
- Fehr, Mobi (* 1994), US-amerikanisch-schweizerisch-japanischer Fußballspieler
- Fehr, Oded (* 1970), israelischer SchauspielerOded Fehr (* 1970)

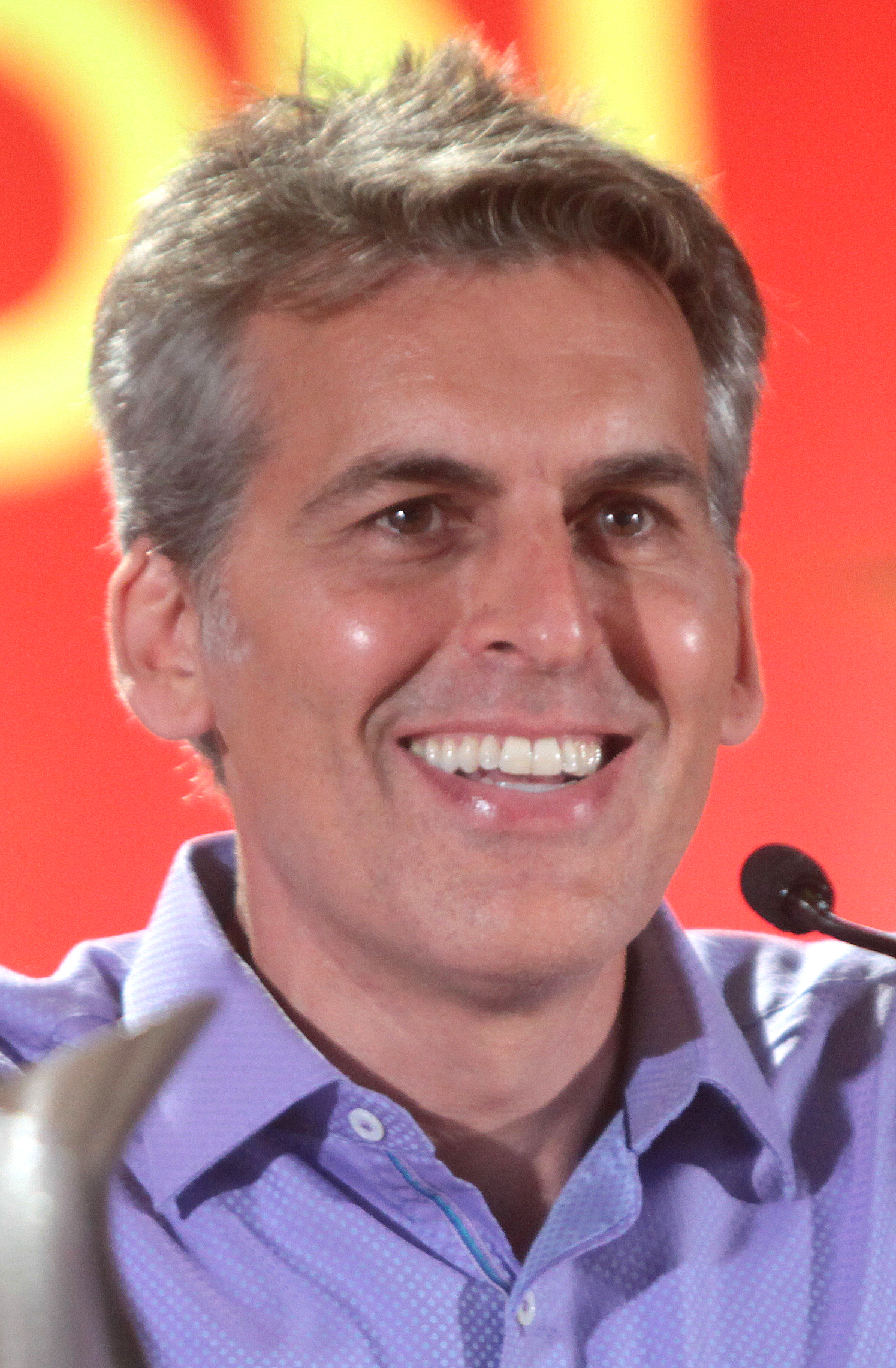
Oded Fehr (* 1970)

- Fehr, Oskar (1871–1959), deutsch-britischer Augenarzt
- Fehr, Raffaela (* 1985), Schweizer Politikerin
- Fehr, René (* 1945), Schweizer Cartoonist
- Fehr, Richard (1939–2013), Schweizer Geistlicher, Stammapostel der Neuapostolischen Kirche
- Fehr, Roman (* 1991), Schweizer Unihockeyspieler
- Fehr, Rudi (1911–1999), US-amerikanischer Filmeditor
- Fehr, Vanessa (* 1997), deutsche Handballspielerin
- Fehr, Victor (1846–1938), Schweizer Gutsbesitzer und Politiker
- Fehr-Flach, Franz (1840–1929), deutscher Industrieller
- Fehre, Christoph Ludwig (1718–1772), deutscher Komponist und Organist
- Fehre, Johann Gottfried († 1753), deutscher Architekt
- Fehre, Micha (* 1997), deutscher Politiker (AfD)
- Fehrenbach, Charles (1914–2008), französischer Astronom
- Fehrenbach, Constantin (1852–1926), deutscher Politiker (Zentrum), MdR, Reichskanzler in der Weimarer RepublikConstantin Fehrenbach (1852–1926)

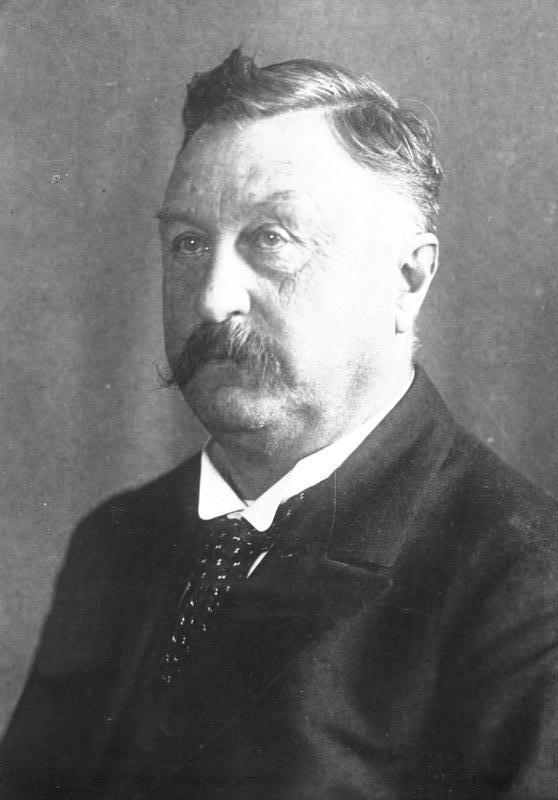
Constantin Fehrenbach (1852–1926)

- Fehrenbach, Elisabeth (1937–2025), deutsche Historikerin
- Fehrenbach, Frank (* 1963), deutscher Kunsthistoriker
- Fehrenbach, Franz (* 1949), deutscher Manager, Vorsitzender der Geschäftsleitung der Robert Bosch GmbH
- Fehrenbach, Gerson (1932–2004), deutscher Bildhauer
- Fehrenbach, Gustav (1925–2001), deutscher Gewerkschafter
- Fehrenbach, Heide (* 1957), US-amerikanische Historikerin
- Fehrenbach, Lena (* 1989), deutsche Fußballspielerin
- Fehrenbach, Markus (* 1975), deutscher Jurist und Hochschullehrer
- Fehrenbach, Oskar (1923–2016), deutscher Journalist
- Fehrenbach, Richard (1920–1976), deutscher Maschinenbau-Ingenieur, Initiator des Freiburger Planetariums
- Fehrenbach, Salomon (1812–1892), Jurist, Heimatdichter und liberaler Politiker
- Fehrenbacher, Bruno (1895–1965), Benediktinermönch und Abt der Buckfast Abbey in Devon (Großbritannien)
- Fehrenbacher, Daniel (* 1979), deutscher Koch
- Fehrenbacher, Don E. (1920–1997), US-amerikanischer Neuzeithistoriker
- Fehrenbacher, Naima (* 1989), deutsche Schauspielerin
- Fehrenbacher, Oliver (* 1968), deutscher Rechtswissenschaftler
- Fehrenbacher, Otto (* 1955), deutscher Koch
- Fehrenberg, Julius (1824–1873), Gutsbesitzer und kurhessischer Abgeordneter
- Fehrenberg, Leo (1878–1953), deutscher Brauereidirektor
- Fehrentz, Heinrich (1908–1943), deutscher Widerstandskämpfer gegen den Nationalsozialismus
- Fehrer, Ernst (1919–2000), österreichischer Unternehmer und Erfinder
- Fehrer, Heinrich (1880–1956), deutscher Unternehmer
- Fehring, Günter P. (1928–2020), deutscher Mittelalterarchäologe
- Fehring, Hubertus (* 1950), deutscher Politiker (CDU), MdL
- Fehring, Johannes (1926–2004), österreichischer Komponist und Bandleader
- Fehring, Yve (* 1973), deutsche FernsehmoderatorinYve Fehring (* 1973)

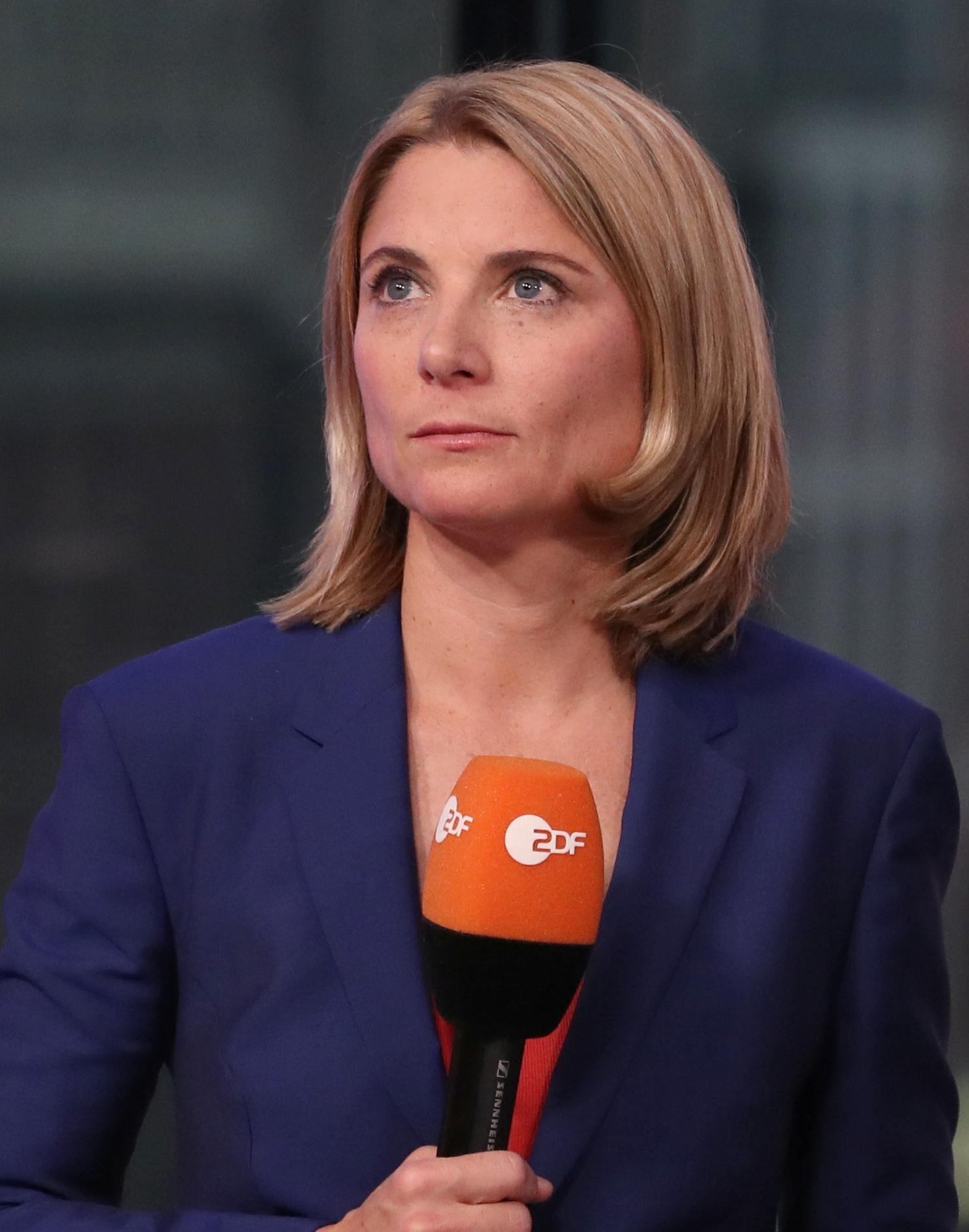
Yve Fehring (* 1973)

- Fehringer, Alois (1917–1960), österreichischer Politiker (ÖVP), Landtagsabgeordneter
- Fehringer, Andrea (* 1959), österreichische Journalistin und Autorin
- Fehringer, Arno (1907–1974), deutscher Maler, Grafiker, Drucker, Lyriker und Philosoph
- Fehringer, Franz (1910–1988), deutscher Opern-, Operetten-, Konzert- und Rundfunksänger (lyrischer Tenor)
- Fehringer, Franz (1928–2021), österreichischer Architekt
- Fehringer, Hermann (* 1962), österreichischer Leichtathlet
- Fehringer, Kurt (1920–1983), deutscher Lehrer und Hochschullehrer
- Fehrle, Anna (1892–1981), deutsche Bildhauerin, Krippenkünstlerin und Kunsthandwerkerin
- Fehrle, Brigitte (* 1954), deutsche JournalistinBrigitte Fehrle (* 1954)

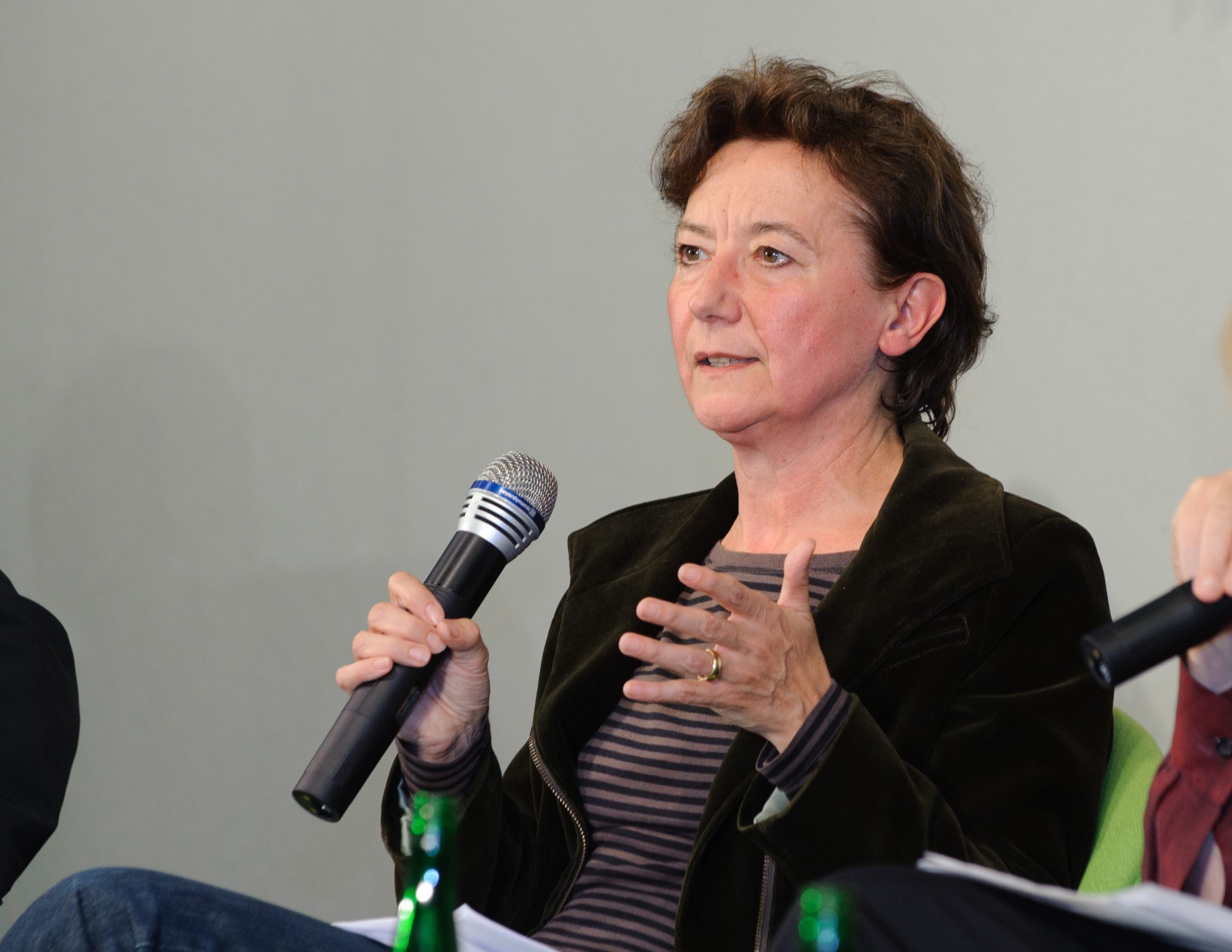
Brigitte Fehrle (* 1954)

- Fehrle, Ernst (* 1891), deutscher Volkskundler, Lehrer und Beamter
- Fehrle, Eugen (1880–1957), deutscher Volkskundler und nationalsozialistischer Wissenschaftspolitiker
- Fehrle, Gerdt (* 1961), deutscher Schriftsteller, Verleger und Journalist
- Fehrle, Jakob Wilhelm (1884–1974), deutscher Maler, Zeichner und Bildhauer
- Fehrle-Menrad, Klara (1885–1955), deutsche Malerin
- Fehrlin, Hans-Rudolf (* 1943), Kommandant der Schweizer Luftwaffe
- Fehrlin, Klara (1895–1985), Schweizer Malerin, Bildhauerin, Bildende Künstlerin und Kunstgewerblerin
- Fehrman, Trevor (* 1981), US-amerikanischer Schauspieler
- Fehrmann, Angelika (* 1964), deutsche Fußballspielerin
- Fehrmann, Friedrich (1886–1965), deutscher Jurist und leitender Staatsverwaltungsbeamter
- Fehrmann, Friedrich (1920–2015), deutscher Verwaltungsjurist und Polizeipräsident
- Fehrmann, Hartmut (1933–2020), deutscher Agrarwissenschaftler, Phytomediziner und Mykologe
- Fehrmann, Helma (1944–2010), deutsche Theaterschauspielerin, Theaterpädagogin, Theaterregisseurin und Dramatikerin
- Fehrmann, Jacob († 1837), deutscher Maler
- Fehrmann, Johann (1908–1973), deutscher Politiker (DP), MdBB
- Fehrmann, Klaus (1935–2003), deutscher Wirtschaftsfunktionär, Generaldirektor eines DDR-Kombinats
- Fehrmann, Lina Franziska (1900–1950), Muse und Kindermodell der Brücke-KünstlerLina Franziska Fehrmann (1900–1950)

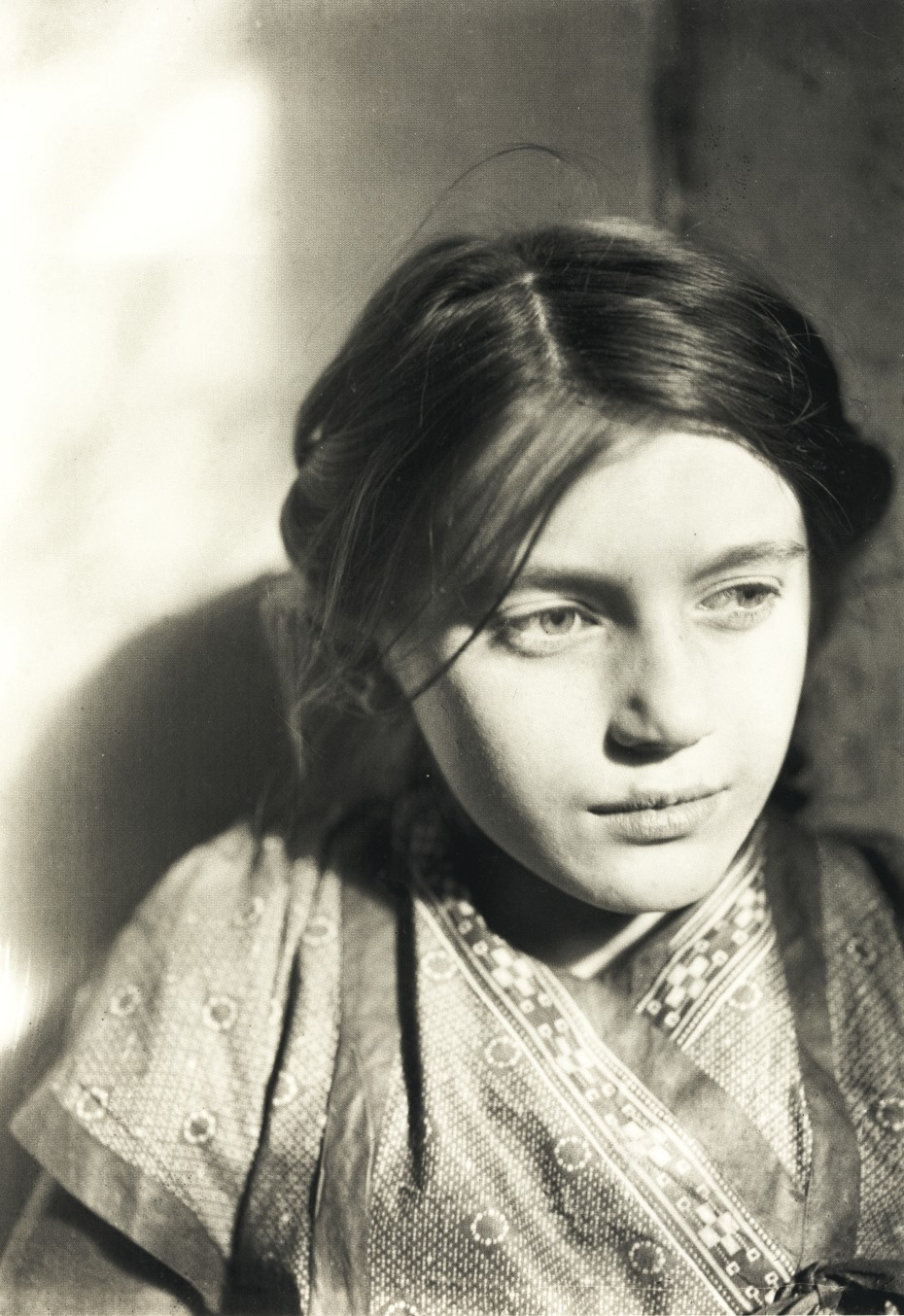
Lina Franziska Fehrmann (1900–1950)

- Fehrmann, Paul (1859–1938), deutscher Kapellmeister, Organist, Komponist und Kirchenmusiker
- Fehrmann, Petra (* 1959), deutsche Schauspielerin, Schauspiellehrerin, Sprecherin und Hörfunkmoderatorin
- Fehrmann, Philipp (1807–1879), Landtagsabgeordneter Pyrmont
- Fehrmann, Rudolf (1886–1948), deutscher Rechtsanwalt
- Fehrmann, Walter (1886–1963), preußischer Verwaltungsjurist, Rechtsanwalt und Landrat
- Fehrmann, Wilderich (1928–2008), deutscher Jurist
- Fehrnbach, Jacques (1877–1932), französischer Turner
- Fehrnstrom, Eric (* 1961), US-amerikanischer politischer Berater und Wahlkampffunktionär
- Fehrs, Anna Elisabeth (1875–1962), Komponistin und Klavierlehrerin
- Fehrs, Henrike (* 1984), deutsche Schauspielerin und SynchronsprecherinHenrike Fehrs (* 1984)

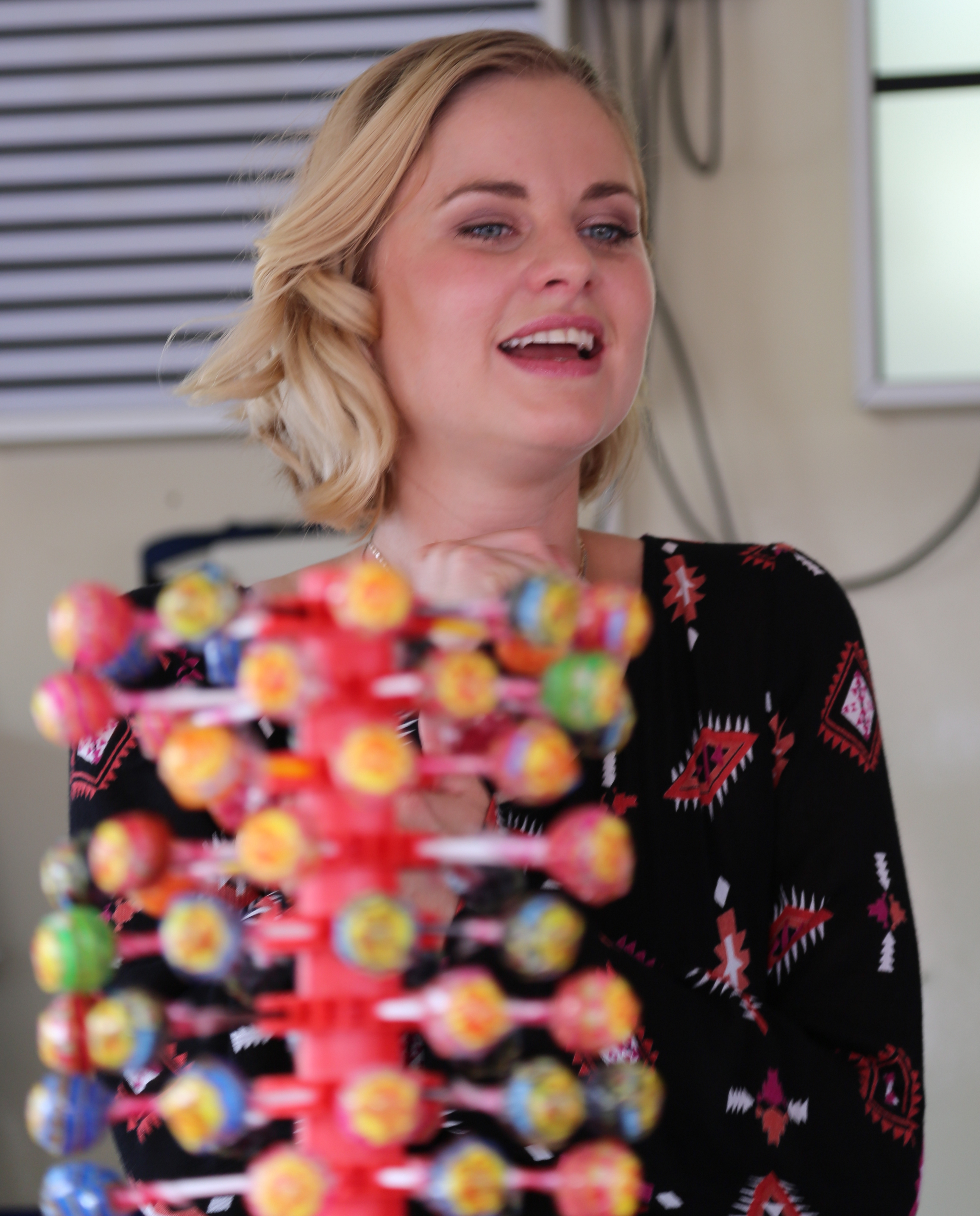
Henrike Fehrs (* 1984)

- Fehrs, Johann Hinrich (1838–1916), deutscher Erzähler und Lyriker
- Fehrs, Kirsten (* 1961), deutsche Geistliche, Hamburger Hauptpastorin
- Fehrs, Kristina Antonie (* 1981), deutsche Opernsängerin (Mezzosopran)
- Fehrs, Wolf Rüdiger (* 1966), deutscher Politiker (CDU), MdL

### Fehs
- Fehse, Alfred (1883–1943), deutscher Architekt
- Fehse, Andreas (* 1958), deutscher Fußballspieler
- Fehse, Jan (* 1968), deutscher Kameramann und Regisseur
- Fehse, Paul (1892–1974), deutscher Jurist und Finanzbeamter
- Fehse, Peter (* 1983), deutscher Basketballspieler
- Fehse, Wigbert (* 1937), deutscher Raumfahrtingenieur
- Fehse, Wilhelm (1880–1946), deutscher Germanist und Lehrer
- Fehse, Willi (1906–1977), deutscher Schriftsteller
- Fehse, Wolfgang (* 1942), deutscher Schriftsteller
- Fehsenfeld, Friedrich Ernst (1853–1933), deutscher Verleger